# Her Dormant Love
Her Dormant Love é um filme norte-americano de 1915, do gênero drama, produzido pela Biograph Company e distribuído por General Film Company.

## Elenco
- Harry Carey
- Claire McDowell
- Charles West - (como Charles H. West)